# Skivrörsnattsländor
Skivrörsnattsländor (Molannidae) är en familj av nattsländor. Enligt Catalogue of Life ingår skivrörsnattsländor i överfamiljen Leptoceroidea, ordningen nattsländor, klassen egentliga insekter, fylumet leddjur och riket djur, men enligt Dyntaxa är tillhörigheten istället ordningen nattsländor, klassen egentliga insekter, fylumet leddjur och riket djur. Enligt Catalogue of Life omfattar familjen Molannidae 39 arter. 
Kladogram enligt Catalogue of Life och Dyntaxa:
| skivrörsnattsländor | \| \| Indomolannodes \| \| \| \| \| \| Molanna \| \| \| \| \| \| Molannodes \| \| \| \| |
|                     | \| \| Indomolannodes \| \| \| \| \| \| Molanna \| \| \| \| \| \| Molannodes \| \| \| \| |
|                     | Atriplectididae                                                                         |
|                     |                                                                                         |
|                     | Calamoceratidae                                                                         |
|                     |                                                                                         |
|                     | Kokiriidae                                                                              |
|                     |                                                                                         |
|                     | långhornssländor                                                                        |
|                     |                                                                                         |
|                     | Limnocentropodidae                                                                      |
|                     |                                                                                         |
|                     | böjrörsnattsländor                                                                      |
|                     |                                                                                         |
|                     | Philorheithridae                                                                        |
|                     |                                                                                         |
|                     | Indomolannodes                                                                          |
|                     |                                                                                         |
|                     | Molanna                                                                                 |
|                     |                                                                                         |
|                     | Molannodes                                                                              |
|                     |                                                                                         |

|  | Indomolannodes |
|  |                |
|  | Molanna        |
|  |                |
|  | Molannodes     |
|  |                |

## Bildgalleri

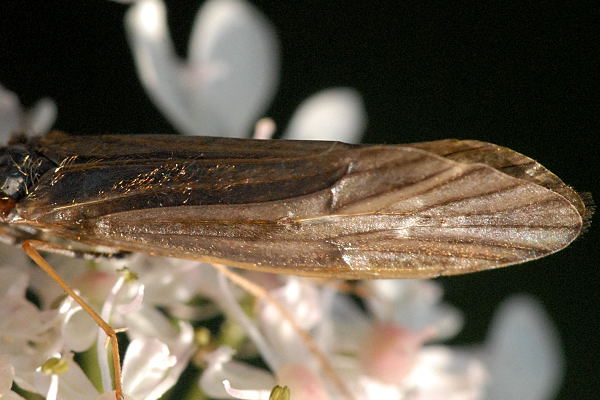